# Aptostichus barackobamai
Aptostichus barackobamai là một loài nhện trong họ Cyrtaucheniidae. Loài này phân bố ờ Hoa Kỳ. Loài nhện này được phát hiện năm 2012 bởi các nhà khoa học của Bảo tàng Lịch sử Tự nhiên và Khoa Sinh học thuộc Đại học Auburn. Họ đã đặt tên loài theo Tổng thống Hoa Kỳ Barack Obama. Loài nhện này phân bố ở những vùng có khí hậu ấm áp. Thức ăn chính là côn trùng. Nọc độc của chúng có thể khiến côn trùng tê liệt hoặc chết ngay lập tức. Chúng hoạt động vào ban đêm. Kẻ thù chính của loài nhện này những con ong săn nhện. Ong thường tìm kiếm tổ của nhện và tìm cách lọt vào bên trong tổ để bắt chúng.